# Elops senegalensis
Guinée du Sénégal, Tarpon
Espèce
Statut de conservation UICN

 DD  : Données insuffisantes
Elops senegalensis, la Guinée du Sénégal ou le Tarpon, est une espèce de poissons marins et d'eau saumâtre de la famille des Elopidae.

## Description
Elops senegalensis peut mesurer jusqu'à 90 cm de longueur totale mais sa taille habituelle est d'environ 60 cm. Cette espèce est souvent confondue avec Elops lacerta d'une taille similaire et fréquentant les mêmes eaux. Dans sa publication de 1909, Charles Tate Regan indique que cette dernière espèce, bien que similaire à Elops senegalensis, s'en différencie par la présence de « plus de branchiospines, des écailles plus grandes, un nombre plus important de vertèbres, etc. ».

## Répartition
Ce poisson se rencontre dans l'Atlantique est, depuis les côtes de la Mauritanie jusqu'à celles de la République démocratique du Congo. Il est présent depuis la surface et jusqu'à 50 m de profondeur.

## Systématique
Le nom valide complet (avec auteur) de ce taxon est Elops senegalensis Regan, 1909,.
Ce taxon porte en français les noms vernaculaires ou normalisés suivants : Guinée du Sénégal, Tarpon.

### Étymologie
Son épithète spécifique, composée de senegal et du suffixe latin -ensis, « qui vit dans, qui habite », lui a été donnée en référence à sa localité type, Saint-Louis à l'embouchure du fleuve Sénégal. 

### Publication originale
- (en) C. Tate Regan, « A revision of the fishes of the genus Elops », Annals and Magazine of Natural History, Londres, Taylor & Francis, vol. 3, no 13,‎ janvier 1909, p. 37–40 (ISSN 0374-5481, OCLC 1481361, DOI 10.1080/00222930908692543, lire en ligne).